# Rejon Kamionka
Rejon Kamionka (rum. Raionul Camenca; ros. Каменский район, Kamienskij rajon; ukr. Кам'янський район, Kamjanśkyj rajon) – rejon w Mołdawii, w Naddniestrzu. Siedziba administracyjna rejonu znajduje się w Kamionce. W 2004 roku liczył ok. 27 tys. mieszkańców.
Rejon z najwyższym odsetkiem ludności polskiej w Mołdawii (według danych ze spisów z 2004 r.).
Położony jest na historycznym Podolu, na obszarze który przed II rozbiorem Polski przynależał administracyjnie do województwa bracławskiego Korony Królestwa Polskiego.

## Skład etniczny
Skład etniczny według danych ze spisu z 2004 r.:

- 47,82% Mołdawianie
- 42,55% Ukraińcy
- 6,89% Rosjanie
- 1,64% Polacy
- 0,31% Białorusini
- 0,22% Bułgarzy
- 0,16% Gagauzi
- 0,10% Niemcy
- 0,06% Ormianie
- 0,04% Żydzi
- 0,03% Romowie
- 0,19% inne narodowości

Jednym z głównych skupisk Polaków jest Raszków. Zachowały się tu polskie zabytki z XVIII w.: polski cmentarz oraz kościół św. Kajetana, który uchodzi za najstarszy kościół katolicki w Mołdawii. Mieści się tu też Dom Polski Wołodyjowski.

## Wsie w rejonie Kamionka
- Alexandrovca (Naddniestrze),
- Chrustowa,
- Gruszka (Naddniestrze),
- Katerynówka (Mołdawia),
- Kuźmin,
- Oknica (Naddniestrze),
- Podejma,
- Podejmica,
- Raszków (Mołdawia),
- Sewerynówka (Mołdawia),
- Slobozia-Rașcov,
- Valea Adîncă.

## Galeria

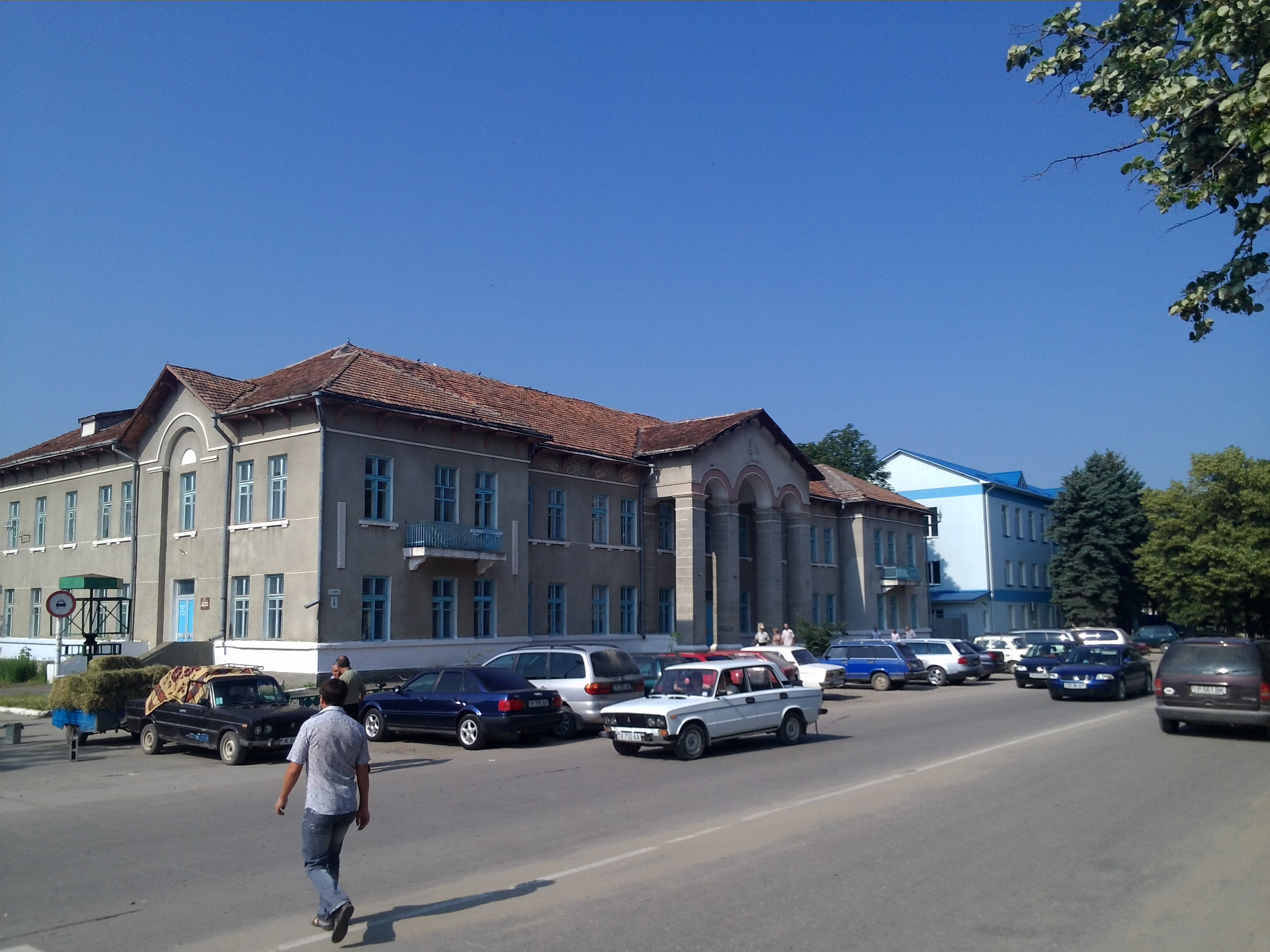
Kamionka
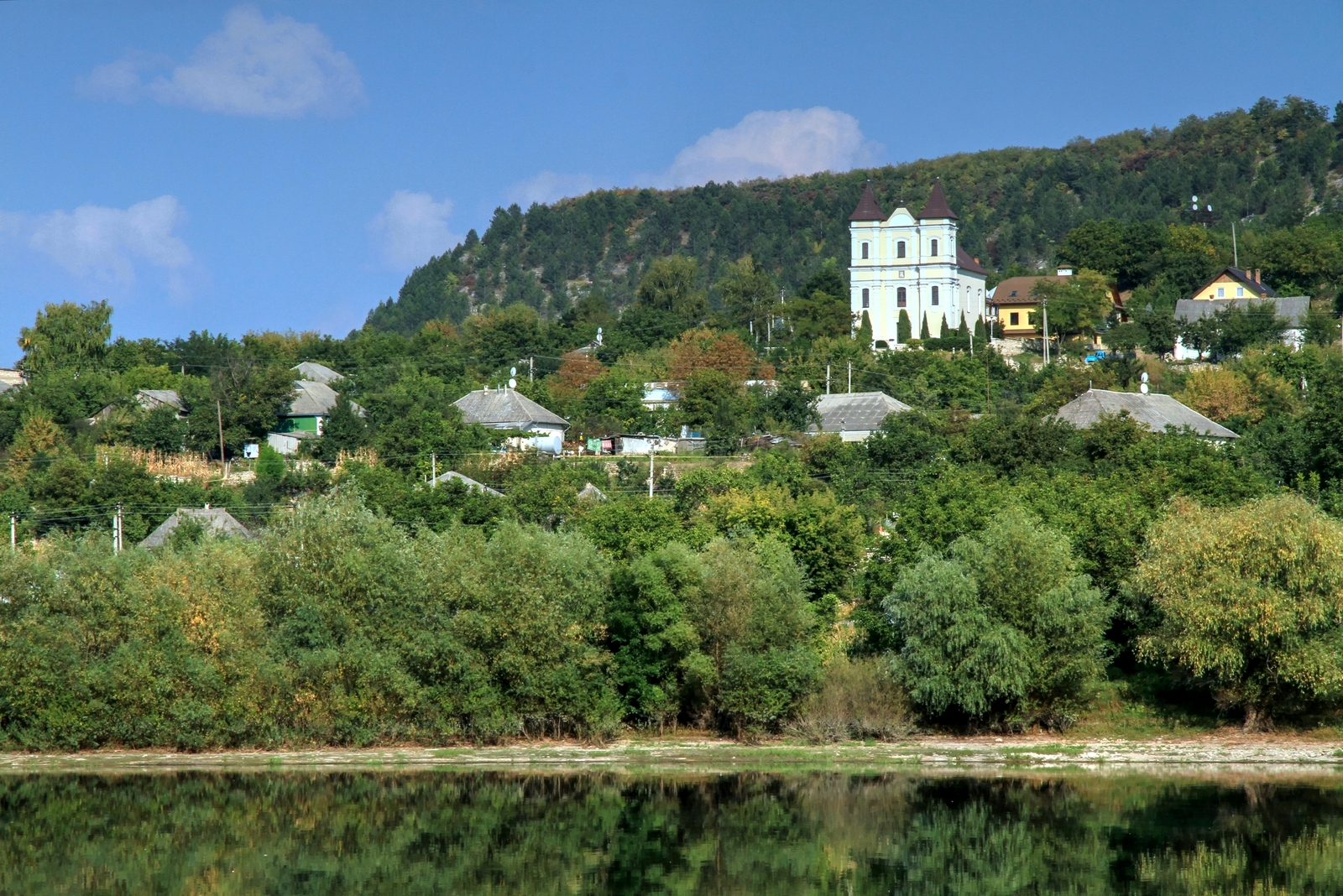
Raszków
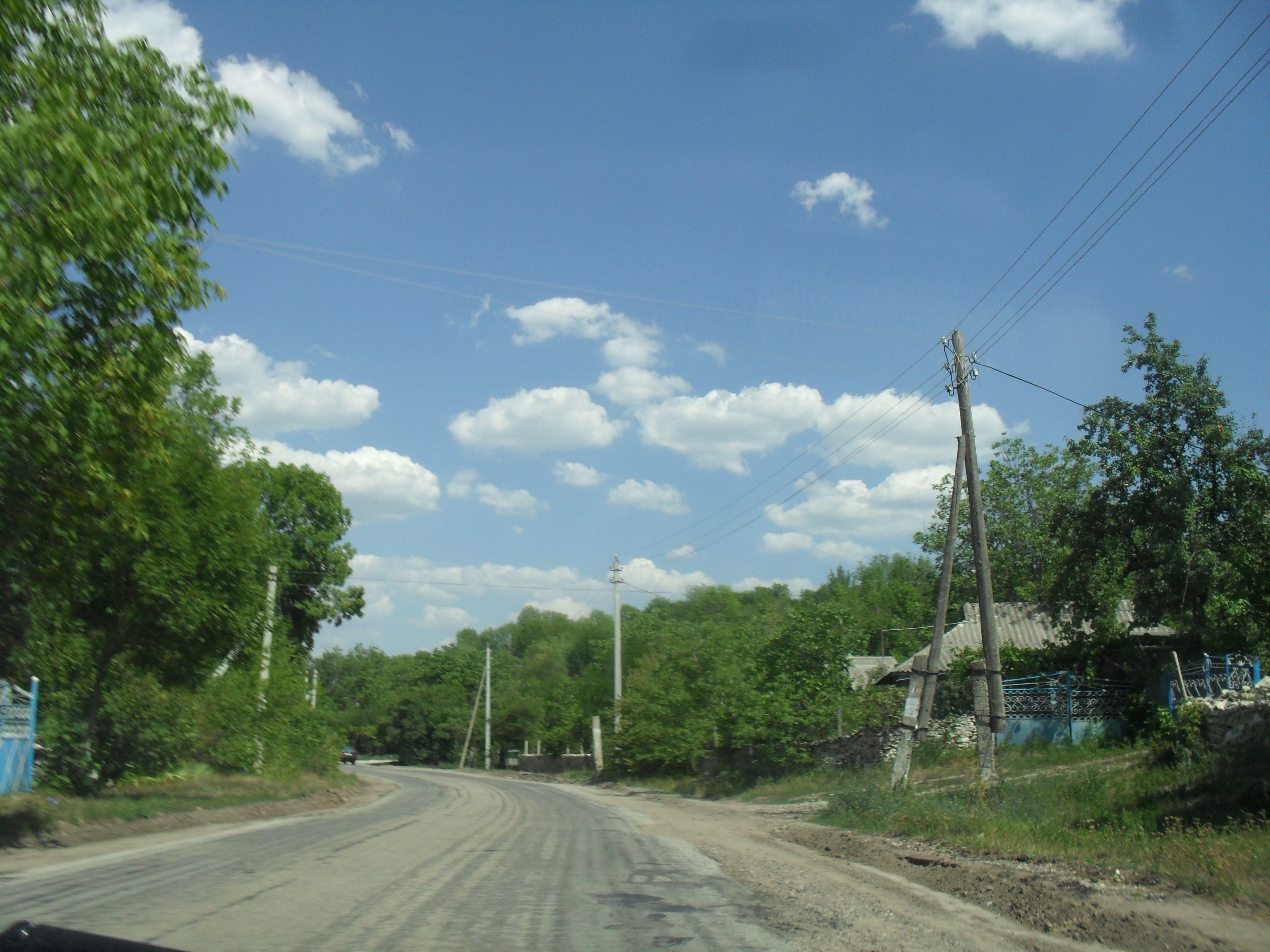
Sewerynówka
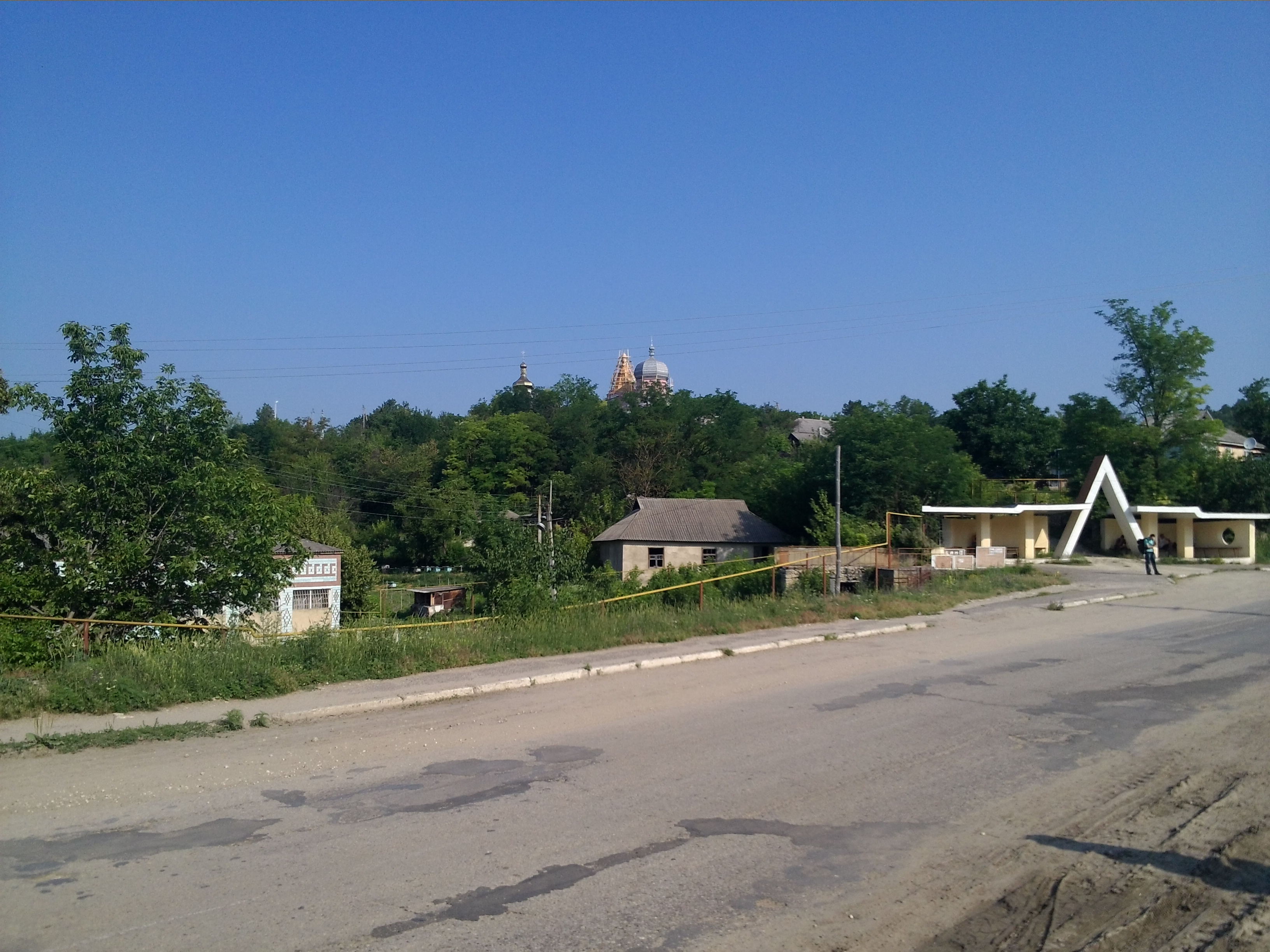
Chrustowa